# Goyang FC
Goyang FC (kor. 고양 FC), klub piłkarski z Korei Południowej, z miasta Koyang, występujący w K3 League (3. liga).